# 掌叶树帚蕨
掌叶树帚蕨（学名：Lomariocycas palmiformis）又名特里斯坦树蕨，是大西洋特里斯坦-达库尼亚群岛特有的一种蕨类植物。
掌叶树帚蕨分布于群岛的特里斯坦岛、伊纳克塞瑟布尔岛、南丁格尔岛以及果夫岛。该物种是一种树蕨，其与木本石南茶是岛屿中蕨类灌丛（fern bush）的主要优势种群。在一些受遮蔽的区域，掌叶树帚蕨可以长至2米高。